# Stadium of Light
A Stadium of Light egy labdarúgó-aréna Sunderland városában, Angliában.
1997-ben nyílt meg, építési költsége 24 millió font volt.
Bérlője megnyitása óta a Sunderland AFC. 49 ezer nézőt képes befogadni.